# باد وايلدمان
باد وايلدمان هو سياسي كندي، ولد في 3 يونيو 1946 في أوتاوا في كندا. نشط حزبياً في الحرب الديمقراطي الجديد لأونتاريو. وقد انتخب عضو برلمان مقاطعة أونتاريو ‏.